# Elin Høgsbro Appel
Elin Høgsbro Appel (5. marts 1913 i Des Moines, USA – 17. april 1980 i Hvidovre) var en dansk lektor og politiker.
Hun var datter af højskoleforstanderen og folketingsmedlem for Venstre Erik Appel (1880-1964) og Herdis Høgsbro (1884-1978), datter af politikeren Svend Høgsbro. Forældrene blev forstanderpar på Rødding Højskole i Sønderjylland efter genforeningen i 1920.
Hun blev student fra Tønder Statsskole 1930 og læste dansk og historie på Københavns Universitet, hvor hun blev cand.mag. i 1937. I 1945 blev hun medlem af Folketinget for Venstre.
Hun blev i 1937 gift med teologen, senere højskoleforstander Erik Dahlerup (født 1909), søn af sognepræst Peter Nielsen Petersen og Nanna Dahlerup. De fik døtrene Pil (1939), Ulla (1942) og Drude (1945). I 1949 blev de skilt, og Elin Appel forlod kirken, Venstre og Folketinget under stor mediebevågenhed.
I midten af 1960'erne søgte hun uden held at etablere et kvindeparti, med navnet Parallel Kvindepolitik.

## Ekstern henvisning
- Elin Høgsbro Appel i Dansk Kvindebiografisk Leksikon, forfattet af J. Larsen på Lex.dk, tidl. Kvinfo.dk